# Liebian Building
Liebian Building — небоскрёб в деловом квартале города Гуйян в китайской провинции Гуйчжоу. Высота здания составляет 121 метр. Особенностью здания является искусственный водопад высотой 108 метров на одной из внешних стен. Система обслуживания водопада занимает четыре этажа. Воду наверх качают четыре насоса мощностью по 185 кВт. Поскольку эксплуатация водопада обходится дорого (только электроэнергия стоит 116 долларов за час работы), то включают его только по праздникам.